# IMA Journal of Applied Mathematics
El IMA Journal of Applied Mathematics es una publicación de Oxford University Press en nombre del Instituto de Matemáticas y sus Aplicaciones. Creada en 1965, la Revista cubre temas relacionados con la aplicación de las matemáticas.  